# Bahía de Campeche
La bahía de Campeche, situada en el poniente del golfo del mismo nombre, que a su vez forma parte del golfo de México, es una gran ensenada que abarca una parte del litoral del estado mexicano de Campeche y en cuya costa se asienta la capital San Francisco de Campeche.
Desde tiempos remotos la bahía ha servido de abrigo a embarcaciones de todo tipo y fue refugio importante de corsarios y piratas. Durante la época de la colonia española la ciudad de San Francisco de Campeche debió construir baluartes, murallas y fortificaciones, que hoy son un gran atractivo turístico, para protegerse, precisamente porque las aguas tranquilas de la bahía atraían numerosos visitantes muchas veces indeseados. Es la segunda bahía más grande de México y su nombre es atribuible a los exploradores españoles Francisco Hernández de Córdoba y Antón de Alaminos, quienes en 1517 recorrieron la región y escucharon a los mayas que la habitaban expresar Can Pech que significa lugar de serpientes y garrapatas.
El Complejo Cantarell compuesto por cinco yacimientos de petróleo se encuentra propiamente en aguas limítrofes de la bahía, dentro de la denominada Sonda de Campeche. Era, hasta hace poco, el segundo yacimiento petrolífero más productivo del mundo, proporcionando un alto porcentaje de la producción mexicana de crudo.

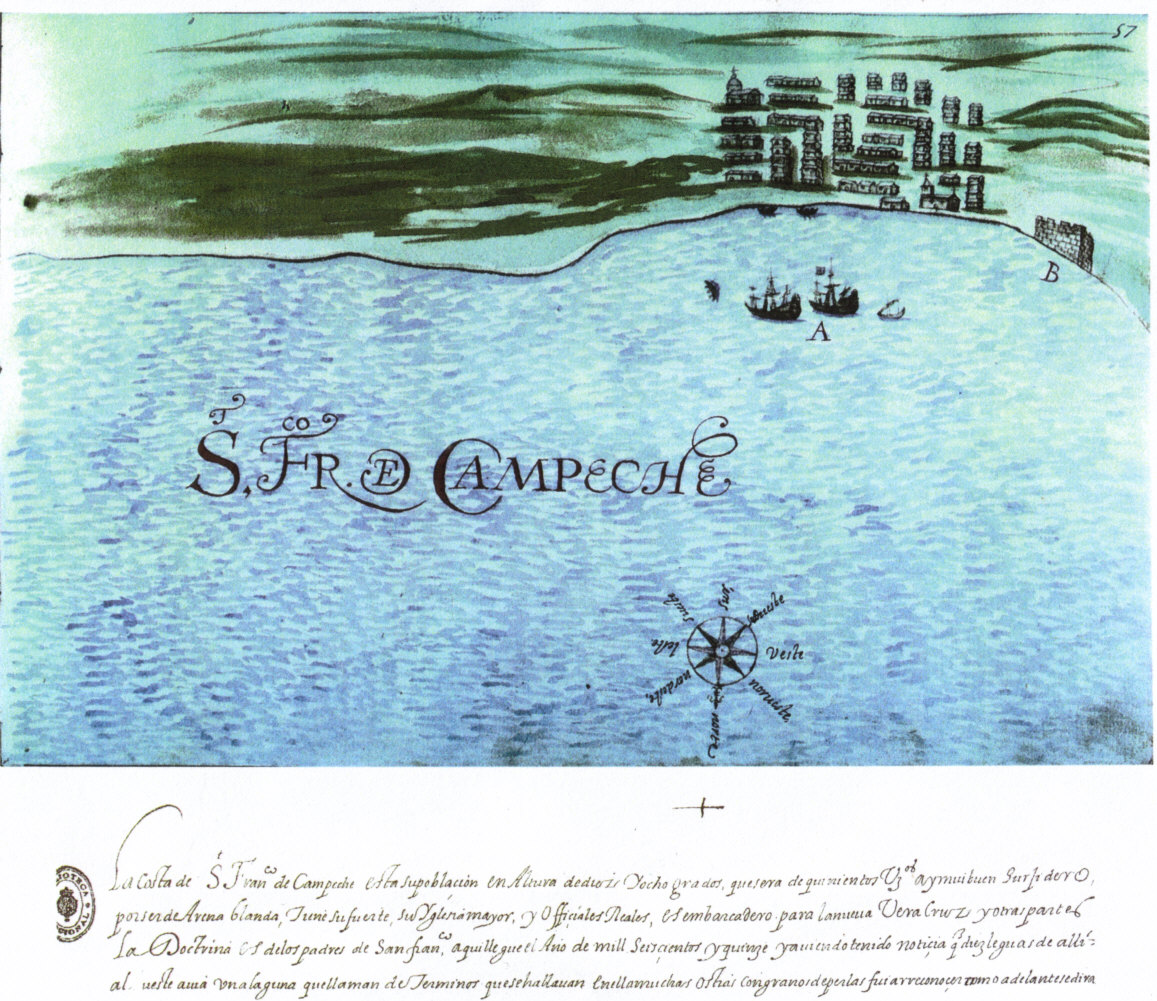
Carta naval de la bahía de Campeche, original de Nicolás Cardona, Siglo XVII, hacia 1620. Del Archivo de Indias, Sevilla, España.
Carta naval de la bahía de Campeche, 1858.